# 국부표준정지좌표계
국부표준정지좌표계(局部標準靜止座標系, local standard of rest; LSR, 문화어: 국부정지계)는 천문학에서 우리 은하 속의 태양 주위에 있는 물질들의 평균 운동에 대한 좌표계이다. 이 물질들의 공전 궤도는 정확한 원형은 아니다. 태양은 은하 북극에서 보았을 때 시계 방향으로 초속 255 킬로미터 속도로 태양원(solar circle) 을 따라 공전하며, 그 태양원의 이심률 e는 0.1 미만이고 반지름은 약 8.34 킬로파섹이다. 태양원의 중심은 궁수자리 A* 근처의 우리 은하 중심이며, 태양은 LSR에 대해 태양향점 방향으로 매우 근소한 운동을 하고 있다. 태양의 LSR에 대한 특이운동 속도는 초속 13.4 킬로미터이다. LSR의 공전 속도는 초속 202 ~ 241 킬로미터이다.

## 같이 보기
- 공변거리